# Urvashi Butalia
Urvashi Butalia, née à Ambala en 1952, est une historienne et féministe indienne. Elle est directrice et cofondatrice de Kali for Women, la première maison d’édition féministe indienne.

## Biographie
Butalia obtient une maîtrise en littérature à l’université de Delhi en 1973, puis une maîtrise en études sud-asiatiques à l’université de Londres en 1971. 
Elle a travaillé pour l’éditeur Zed Publishing puis a créé sa propre maison d’édition. Elle a collaboré avec plusieurs journaux tels que The Guardian, The Statesman, The Times of India et plusieurs magazines comme Outlook, New Internationalist et India Today.
Butalia est lectrice au College of Vocational Studies de l’université de Delhi. Ses travaux portent principalement sur l’histoire orale et sur l'histoire de la partition des Indes. Elle a aussi écrit sur les genres, le communautarisme, le fondamentalisme et les médias.
À la suite du viol collectif qui a conduit au décès de Jyoti Singh, Butalia dénonce le rôle nocif de l'image des femmes donnée dans les productions bollywoodiennes

## Kali for Women
Créée en 1984 par Butalia et Ritu Menon (en), Kali for Women est la première maison d'édition féministe d'Inde. Elle travaille principalement sur la condition des femmes dans le Tiers Monde. En raison de divergences entre Butalia et Menon, Kali for Women cesse son activité en 2003 mais Butalia lance alors une nouvelle maison d'édition : Zubaan Books alors que Menon lance Women Unlimited.